# Samhällsorienterande ämnen
Samhällsorienterande ämnen (SO) är ett svenskt samlingsbegrepp för ämnena geografi, historia, religionskunskap och samhällskunskap. Enligt rådande timplan skall eleverna få minst 885 timmars utbildning i de samhällsorienterande ämnena. 
En skola kan välja att ge eleverna betyg i varje enskilt ämne, eller ett samlingsbetyg i ämnesblocket Samhällsorienterande ämnen. Då blir ett A(20P) värt fyra sådana, så ett A i ett samlingsbetyg är värt 80 poäng, ett C 60 poäng, ett E 40 poäng och ett F blir 0 poäng.

## Förmågor
De fem förmågor (Big Five) som ligger till grund för målen i SO-ämnenas kursplaner i Lgr 11 är:
- Analysförmåga
- Kommunikativ förmåga
- Förmåga att hantera information
- Begreppslig förmåga
- Metakognitiv förmåga